# Ampelioides
Ampelioides is een geslacht van vogels uit de familie cotinga's (Cotingidae). Het geslacht telt één soort.

## Soorten
- Ampelioides tschudii – Groengeschubde cotinga